# Al-Khalid
Al-Khalid eller MBT 2000 (main battletank) är Pakistans nyaste stridsvagn och är en licensierad kopia av den kinesiska stridsvagnen Type-90 IIM. Den är ett resultat av ett militärt samarbete mellan Pakistan, Ukraina och Kina. 
Al-Khalid och de kinesiska stridsvagnarna var ursprungligen kopior av ryska stridsvagnar, så Al-Khalid påminner lite om stridsvagnarna i Ryssland. Precis som de ryska och kinesiska stridsvagnarna är Al-Khalid aningen mindre än de västerländska stridsvagnarna. 

## Ursprung
I slutet av 1970-talet hade kinesiska Folkets befrielsearmé ett behov av att skaffa sig en ny stridsvagn för att kunna bekämpa en möjlig sovjetisk invasion. Från 1963 då all förbindelse mellan Sovjet och Kina bröts hade en konflikt startat. Vid vissa tillfällen var det stridigheter vid gränsen mellan de bägge länderna.
Efter undersökningar visades det sig att Kinas dåvarande stridsvagnar var betydligt underlägsna Sovjets nya T-72. Man hade utvecklat vissa nya varianter mot hotet, men dessa motsvarade fortfarande inte kraven. Men man fick ett genombrott, då Befrielsearmén hade kommit över en övergiven T-72 vid fronten. Den skickades till Peking och ingenjörerna där byggde ett nytt torn baserat på deras egen stridsvagn Type-85 och satte det på T-72:ans chassi. Resultatet blev Type-90.
Efter flera tester och möten i Befrielsearméns ledning beslutades det dock att Type-90 modellerna inte skulle bli Kinas nya stridsvagn, då de inte uppfyllde Befrielsearméns krav. En ny utveckling startades och Type-90 hamnade i bakgrunden. Trots det hade Pakistan fått höra talas om Type-90 och blev intresserade. Deras fiende (och Kinas tidigare fiende) Indien hade nyligen skaffat ryska stridsvagnar och Pakistan behövde nyare och effektivare stridsvagnar än deras gamla Type-59 och Al-Zarar stridsvagnar. 1988 började efterforskningar om en ny stridsvagn i Pakistan och den nya stridsvagn som Kina inte antagit övervägdes. I januari 1990 gjordes en överenskommelse med Kina om en gemensam utveckling av Type-90. 1992 blev Heavy Industries Taxila klar att tillverka Type-90:or efter tekniska leverans från Kina.
Kina beslutade att Type-90 skulle exporteras till Pakistan istället för att tjänstgöra inrikes. Flera försök gjordes att exportera olika varianter, men de avbröts bland annat på grund av tekniska problem, exempelvis motorer som ej passade till klimatet i Pakistan. Dessutom hade Pakistan blivit en kärnvapenmakt och västländerna införde ett handelsembargo mot landet. Detta var mycket skadligt för utvecklingen av stridsvagnen, eftersom många viktiga komponenter bland annat kom från Frankrike och Storbritannien, som var med i embargot. 
År 2000 kom slutligen en variant, som inte hade några delar som kom från västvärlden, nämligen Type-90 IIM. Under Abu Dhahib försvaruppvisningen 2001 presenterades Type-90 IIM officiellt som en exportstridsvagn med namnet MBT 2000. Delarna på den var antingen producerade av NORINCO (i Kina) eller av Kharkiv Morozov Design Byrån (KMDB) och Malyshev Fabriken (i Ukraina). Motorn, som är en 6TD dieselmotor, är konstruerad av KMDB i Ukraina och tillverkas i Malyshev fabriken. Den levererades till Kina där den monterades i stridsvagnarna. Med licens började Pakistan att tillverka egna modeller.

## Historia
Efter att fabriken för militära fordon, Taxila, stod klar 1992 var den kapabel att starta massproduktion, så snart Type-90:s öde var bestämt. Kina skickade kontinuerligt information om Type-90 och Pakistan satsade närmare 20 miljoner dollar på forskning i åtta år, rörande bland annat att stridsvagnen skulle klara klimatet och terrängen i landet. Till slut, när alla processer var klara, både inrikes och i Kina, hade de MBT 2000. Produktionen startade i november 2000 och under stora festligheter hos armén levererades de 15 första Al-Khalid vagnarna i juli 2001. År 2002 hade de Pakistanska styrkorna 20 stycken. 
I februari 2002 meddelade Ukraina att Malyshev-fabriken skulle fortsätta tillverka 315 ytterligare motorer för stridsvagnen under tre år. Kontraktet har ett ungefärligt värde av cirka 125-150 miljoner US-dollar. Pakistanska armén rapporterade att den skulle producera 300 stycken Al-Khalid vagnar till 2005 och enligt en rapport från 2001 ska de ha producerat ytterligare 300 till 2007. 
Enligt kontraktet mellan Pakistan och Ukraina ska Ukraina hjälpa till att uppgradera/bygga om Pakistans gamla Type-59:or och Al-Zarar vagnar, som är ämnade att komma att likna T-80UD. 
Den 23 december 2004 levererades ett antal Al-Khalid vagnar av Taxila.
I mars 2006 rapporterade Jane's Defence Weekly att Saudiarabien planerade att utföra tester på Al-Khalid-stridsvagnar i april 2006. Det pakistanska försvaret har officiellt sagt att Saudiarabien kan vara intresserat att köpa 150 Al-Khalid stridsvagnar för 600 miljoner dollar. Detta kommer i så fall att bli den största militära exportordern för Pakistan hittills.

## Beväpning
Al-Khalid stridsvagnen har en 125 mm slätborrad, kromförstärkt, autokorrigerande kanon. 125 mm kanonen, som är av sovjetisk ursprung, kan skjuta konventionella projektiler som fenstbiliserade projektiler, pansarspränggranater, spränggranater och pansarvärnsrobotar av sovjetisk konstruktion. Räckvidden på kanonen är 200 m till 5 000 m. Kanonen är utrustad med mynningsavledningssystem och stabiliserad i två axlar. Upphöjning och azimut-kontroll sköts av elektrohydrauliska generatorer. Den sekundära beväpningen består av en 7,62 mm koxial kulspruta och en 12,7 mm externmonterad luftvärnskulspruta, som kan användas även om tornluckan är stängd. 
Den automatiska ammunitionsladdningen för kanonen har ett magasin för 24 projektiler. Automatladdaren, som är av sovjetisk konstruktion, kan avfyra åtta skott per minut. Laddaren gör att besättningen bara behöver bestå av tre man, till skillnad från de västerländska stridsvagnarna, där laddningen görs manuellt.
Skytten använder sig av en dubbelförstorande sikte för dagsbruk och vagnchefen använder ett avsökande sikte för att kunna göra en oberoende observation av terrängen omkring. Båda siktena är bildstabiliserade i två axlar och med oberoende laseravståndsmätare, som har en räckvidd från 200 m till 9 900 m. Vagnchefen kan ensam söka in på ett mål, medan skytten bekämpar ett annat mål. Det automatiska målföljande systemet är gjord för att fungera även om både vagnen och målet är i rörelse. Både skytten och vagnchefen har möjlighet att använda ett dubbelförstorande termiskt sikte. Båda är försedda med ett eldledningssystem.
Eldledningssystemet, som är tillverkad av NORINCO, får sin information inmatad från 10 sensorer. Den ballistiska beräkningen sker på mindre än en sekund. Tillverkarna hävdar att det är rutin att den första projektilen träffar ett standardmål på åtta gånger åtta fot på ett avstånd på över 2 000 meter.

## Skydd
Al-Khalid stridsvagnen har kompositpansar med reaktiva pansarblock på. Uppgiften om tjockleken på kompositpansaret är hemlighetsstämplad. Vagnen är även utrustad med nukleär-biologisk-kemiskt skyddssystem, så kallat NBC-skydd, termiska rökgeneratorer, rökgranater på tornet, sprängtryckssystem och intern eldsläckningssystem. 

## Rörlighet
Al-Khalid stridsvagnen har en 12-cyl 6TD dieselmotor av Ukrainsk konstruktion. Motorns är på 1 200 hk och den har en halvautomatisk växellåda. En underbepansrad elgenerator gör det möjligt för huvudketsar i stridsvagnen att vara påslagna, även då motorn är avstängd. Upphängningen är krängningshämmare, hydrauliska dämpare och buffertar. 
Al-Khalid stridsvagnen är av kinesisk design som i sin tur är baserad på sovjetisk design, som har relativt mindre och lägre silhuetter än de flesta stridsvagnar från västvärlden. Eftersom dessa stridsvagnar också är lättare än de från västvärlden, behöver de inte lika starka motorer för att uppnå samma prestanda. Al-Khalid har en vikt på 46 ton och en motor på 1 200 hk, till skillnad från M1 Abrams, som väger 71 ton och har en motor på 1 500 hk. Båda har ändå ungefär samma topphastighet (cirka 70 km/h). 
Al-Khalid kan accelerera från noll till 30 km/h på mindre än 10 sekunder. Kraft-till-vikt förhållandet är på 26 hk/ton. 
Med ett snorkelsystem kan vagnen korsa vattendrag på 5 meters djup genom djupvadning.